# Contea di Harrison (Ohio)
La contea di Harrison ( in inglese Harrison County ) è una contea dello Stato dell'Ohio, negli Stati Uniti. La popolazione al censimento del 2000 era di 15 856 abitanti. Il capoluogo di contea è Cadiz.